# Hedda Gabler
Hedda Gabler ist der Titel eines 1890 entstandenen Dramas in vier Akten von Henrik Ibsen. Es erzählt von der Situation einer Ehefrau an der Seite ihres ungeliebten und uninteressanten Ehemannes und ihrer Sehnsucht nach ihrem verflossenen Liebhaber. Die Protagonistin nimmt in verzweifelter und unguter Weise Einfluss auf das Schicksal der beteiligten Personen.
Das Stück wurde am 31. Januar 1891 in München im Königlichen Residenztheater mit Clara Heese in der Hauptrolle uraufgeführt.

## Handlung
Das Stück spielt in Oslo (damals noch Kristiania) in der Villa der Tesmans. Die Handlung erstreckt sich über eineinhalb Tage.
Hedda, die Tochter des Generals Gabler, und Ehemann Jørgen Tesman sind soeben von ihrer Hochzeitsreise nach Kristiania zurückgekehrt. Jørgen Tesman ist ein fleißiger, pedantischer Mann, der während der sechsmonatigen Reise hauptsächlich an einem kulturwissenschaftlichen Buch gearbeitet hat, von dem er hofft, dass dessen Veröffentlichung ihm einen Doktorgrad und eine Professorenstelle an der Universität einbringen wird. Hedda liebt Jørgen nicht. Sie betrachtet ihn mit Gleichgültigkeit; er besitzt kein Gespür für Heddas Weiblichkeit. Sie hat ihn nur geheiratet, weil sie hoffte, dass ihr diese Ehe eine geachtete gesellschaftliche Stellung sichern werde. Zwei Utensilien, die das Paar aufbewahrt, zeigen symbolhaft die Gegensätzlichkeit der Eheleute: ein Paar alter Pantoffeln, die Jørgen Tesman von zwei alten Tanten bekommen hat, die ihn aufgezogen haben; und eine Pistole aus dem Nachlass von General Gabler, ein gefährliches „Spielzeug“ Heddas.
Hedda wird die Sinnlosigkeit ihrer Ehe deutlich, als sie erfährt, dass Ejlert Løvborg wieder in der Stadt ist. Løvborg und Hedda hatten einige Jahre zuvor eine äußerst gespannte und intensive Liebesbeziehung. Der Kulturwissenschaftler Løvborg hatte sich nach Alkoholexzessen als Hauslehrer aufs Land zurückgezogen und dort mit Hilfe der verheirateten Thea Elvsted an einem soeben publizierten erfolgreichen Buch gearbeitet. Wenn das Buch ein Erfolg wird, könnte Løvborg für Tesman ein beruflicher Konkurrent werden.
Thea hat ihren wesentlich älteren Mann verlassen und ist Ejlert Løvborg nachgereist. Sie kommt auf Besuch zu Hedda und ihrem Mann.
Hedda ist eifersüchtig auf Theas offenkundigen Einfluss auf Løvborg und versucht, sich zwischen die beiden zu drängen. Sie nutzt geschickt die Naivität Theas aus, die Løvborg als „Kameradin“ beim Verfassen seines Buches geholfen hat, und entlockt ihr Geheimnisse über Løvborgs Leben auf dem Land. Ein weiterer Besucher, der Jurist Brack, berichtet Heddas Ehemann, dass Løvborg bereits das Manuskript zu seinem zweiten Buch fertiggestellt hat. Damit wird er für Jørgen Tesman zu einem ernsthaften wissenschaftlichen Rivalen.
Nun sieht Hedda ihre Stunde gekommen. Sie ist getrieben von dem Gedanken: „Ich möchte ein einziges Mal in meinem Leben die Herrschaft haben über ein Menschenschicksal.“ Diese Macht über ihren Mann auszuüben, interessiert Hedda nicht, er besitzt in ihren Augen keinen Wert. Løvborg hingegen schon. Sie bringt diesen dazu, mit Tesman und Brack zu einer Feier zu gehen. Løvborg, der mit seinen unverarbeiteten Erinnerungen an die Beziehung zu Hedda nicht fertig wird, beschließt, seine Enthaltsamkeit aufzugeben und sich zu betrinken. Die Feier artet in ein Gelage aus. Hedda wusste, dass Løvborgs Verhalten in einem gesellschaftlichen Fiasko und der Zerstörung seiner Karrierechancen enden würde.
Am nächsten Morgen berichtet ihr der verzweifelte Løvborg, dass er gesellschaftlich ruiniert sei und zudem das Manuskript der Fortsetzung seines Buches verloren habe. Seiner Freundin Thea gegenüber behauptet er, er habe das Manuskript vernichtet. Damit hat er symbolisch jede Verbindung zu Thea zerstört. Hedda verschweigt ihm, dass ihr Mann das Manuskript gefunden und ihr zur Verwahrung übergeben hat. Stattdessen bestärkt sie Løvborg in seinem Gefühl von Ausweglosigkeit und reicht ihm ihre Pistole mit der Bitte, es möge „in Schönheit“ geschehen. Anschließend verbrennt sie das Manuskript mit dem Hinweis auf die Beziehung zwischen Thea und Løvborg: „Nun verbrenne ich dein Kind, Thea! - Dein Kind und Ejlert Løvborgs.“ Jørgen gegenüber erklärt sie, sie habe das Manuskript vernichtet, um seine und ihre Zukunft zu sichern.
Ejlert Løvborg stirbt keinen „schönen Tod“. Er schießt sich in den Unterleib. Der Jurist Brack hat die Pistole als Heddas erkannt, und mit diesem Wissen versucht er in der Folge, Hedda zu erpressen. Er will, dass sie seine Geliebte wird. Doch Hedda will keinen Skandal riskieren. Da sie nicht nur das Leben anekelt, sondern auch der banale Tod von Løvborg, beschließt sie, sich selbst das Leben zu nehmen.
Während Hedda im Nebenzimmer laut Klavier spielt und schließlich der Schuss ertönt, mit dem sie ihrem Leben ein Ende setzt, sind Jørgen und Thea schon dabei, das Buch von Ejlert Løvborg mit Hilfe seiner Notizen zu rekonstruieren.

## Titel
Ibsen wählte für den Titel des Dramas den Geburtsnamen der Heldin. Er habe damit „andeuten wollen, dass Hedda Gabler als Persönlichkeit mehr die Tochter ihres Vaters sei als die Gattin ihres Mannes“.

## Stimmen zum Stück
- „Das Grundproblem ist, glaube ich, immer das eine, wesentlich undramatische: Wie verhält sich der ibsensche Mensch, der künstlerische Egoist, der sensitive Dilettant mit überreichem Selbstbeobachtungsvermögen, mit wenig Willen und einem großen Heimweh nach Schönheit und Naivetät, wie verhält sich dieser Mensch im Leben? Ich glaube, die Antwort ist sehr einfach: eigentlich hat er zwischen den Menschen keinen rechten Platz und kann mit dem Leben nichts anfangen. Darum geht er manchmal sterben, wie Julian, Rosmer, Hedda. Oder er stellt sich allein, was fast dasselbe ist: Nora, Stockmann. Oder er lebt weiter, einsam zwischen den Menschen […].“ – Hugo von Hofmannsthal (1874–1929)[2]
- „Die Fatale Frau, die Frau, die für Männer tödlich wird, die sie kastriert, zerstört, die aber für alle, die mit ihr in Berührung kommen, auch Wahrheit und höchste Extase [sic!] bedeutet, ist ein Lieblingsthema besonders des 19. Jahrhunderts – Lulu, Anna Karenina, die Kameliendame. Dass diese bösen dämonischen Frauen am Ende meistens grauslich sterben, ermordet oder durch Selbstmord, hat vielleicht etwas damit zu tun, dass die Künstler, die sie erfunden haben, Männer sind, die aus Angst oder/und Eitelkeit ihre Besiegerinnen wenigstens im Traum besiegen […]. Hurra, die böse Hexe ist tot! ist der Triumphschrei des Grimmschen Märchens, aber auch des realistischen Stückeschreibers Henrik Ibsen im Jahr 1890 apropos HEDDA GABLER. Auch Ibsen, so scheint es, findet die natürliche Aufgabe einer Frau, Kinder zu kriegen. Aber Ibsen, mit seiner furchtlosen Suche nach Wahrheit, erkennt in den Reaktionen auf Hedda von den Männern des Stückes […] die Angst vor der wirklichen Auseinandersetzung mit dem Wesen der Hedda, der Hexe, der Frau – dem anderen Wesen. So wird aus dem Raubtier Hedda das Opfer. Die mächtige Hedda wird (wie King Kong) nicht konfrontiert, ihr Wesen wird nicht erkannt – man weicht ihr aus, sie findet keinen Partner, der ihr standhält, und sie bringt sich um.“ – Peter Zadek, 1990[3]

## Verfilmungen
- Hedda Gabler,[4] US-amerikanischer Film von 1917, Regie: Frank Powell
- Hedda Gabler,[5] italienischer Film von 1920, Regie: Gero Zambuto und Giovanni Pastrone
- Hedda Gabler, deutscher Stummfilm, 1925, Regie: Franz Eckstein
- Hedda Gabler,[6] deutscher Fernsehfilm, 1963, Regie: Paul Hoffmann
- Hedda Gabler,[7] US-amerikanischer Fernsehfilm, 1963, Regie: Alex Segal
- Hedda Gabler,[8] britischer Film von 1975, Regie: Trevor Nunn
- Hedda Gabler,[9] belgischer Film von 1978, Regie: Jan Decorte
- Hedda Gabler, Studioaufzeichnung des Fernsehens der DDR, 1980, Regie: Thomas Langhoff
- Hedda Gabler,[10] schwedischer Fernsehfilm von 1993, Regie: Margareta Garpe
- Hedda Gabler,[11] US-amerikanischer Film, 2004, Regie: Paul Willis
- Hedda Gabler,[12] französischer Spielfilm, 2014, Regie: Matthew John
- Hedda, deutscher Film, 2016, Regie: Andreas Kleinert

## Theateraufführungen
- Hedda Gabler – Königliches Residenz-Theater, München, Premiere 1891 mit Clara Heese als Hedda[13]
- Hedda Gabler – Christiania Theater (heutiges Nationaltheatret), 1891[14]
- Hedda Gabler – Moskauer Künstlertheater (МХТ), Regie: Wladimir Nemirovitsch-Dantschenko, 1899[15]
- Hedda Gabler – Manhattan Theatre, Broadway-Produktion, 1902
- Hedda Gabler – Wiener Burgtheater, Regie: Raoul Aslan, 1945[16]
- Hedda Gabler – National Theatre / Cambridge Theatre, Regie: Ingmar Bergman, 1970[17]

"Hedda Gabler" -  Bochumer Schauspielhaus, Regie: Peter Zadek, 1977
- Hedda Gabler – Wiener Burgtheater, Regie: Peter Palitzsch, 1978[18]
- Hedda Gabler – Theater Mossoweta, Moskau, Regie: Kama Ginkas, 1983[19]
- Hedda Gabler – Nationales Akademisches Jugendtheater, Kiew, Regie: Stanislaw Moissejew, 2001[20]
- Hedda Gabler – Théâtre Marigny, Paris, Regie: Roman Polanski, 2003[21]
- Hedda Gabler – Studio von Pjotr Fomenko, Moskau, Regie: Mindaugas Karbauskis, 2004[22]
- Hedda Gabler – Sydney Theatre Company, Regie: Robyn Nevin, 2004[23]
- Hedda Gabler – Almeida Theatre, London, Regie: Richard Eyre, 2005[24]
- Hedda Gabler – Schaubühne Berlin, Regie: Thomas Ostermeier, 2005[25]
- Hedda Gabler – Odéon-Théâtre de l’Europe, Paris, Regie: Éric Lacascade, mit Isabelle Huppert in der Hauptrolle, 2005[26]
- Hedda Gabler – Lensoweta-Theater, Sankt Petersburg, Regie: Wladislaw Pasi, 2006[27]
- Hedda Gabler – Theatre Royal, Bath, Regie: Adrian Noble, 2010[28]
- Hedda Gabler – Royal and Derngate Theatre, Northampton, 2012[29]
- Hedda Gabler – Old Vic, London, Regie: Anna Mackmin, Übersetzung von Brian Friel, 2012[30]
- Hedda Gabler – Community Theatre, Regie: Douglas Sutherland-Bruce, 2012[31]
- Hedda Gabler – The Mad Cow Theatre, Orlando, Regie: Erik Zivot, 2012[32]
- Hedda Gabler – Teatro de la Abadía, Madrid, Regie: David Selvas, 2012[33]
- Hedda Gabler – Taganka-Theater, Moskau, Regie: Gulnara Galawinskaja, 2013[34]
- Hedda Gabler – Marie and Edward Matthews ’53 Acting Studio, Regie: Sean Drohan, 2014[35]
- Hedda Gabler – CFCC Drama Production, Regie: Jessica Gaffney, 2015[36]
- Hedda Gabler – Nationales Musik- und Dramatheater T. G. Schewtschenko, Dnipro, Regie: Diana Stein, 2015[37]
- Hedda Gabler – National Theatre, London, Regie: Ivo van Hove, 2017[38]
- Hedda Gabler – A. S. Puschkin-Dramatheater, Moskau, Regie: Anatolij Schuljew, 2018[39]
- Hedda Gabler – Centro GAM, Santiago de Chile, Regie: Claudia di Girolamo, 2020[40]
- Hedda, moderne Adaption – Odéon-Théâtre de l’Europe, Paris, Regie: Aurore Fattier, 2022[41]
- Hedda Gabler – Teatre Lliure, Barcelona, Regie: und Adaption Àlex Rigola, 2022[42]
- Hedda Gabler – Teatro Municipal 1º de Mayo, Santa Fe, Regie: Edgardo Dib, 2023[43]
- Hedda Gabler – Theater St. Gallen, Regie: Heike M. Goetze, 2024[44]
- Hedda Gabler – Berliner Ensemble, Regie: Heiki Riipinen, 2025[45]